# Édouard Pouzet
Édouard Pouzet, né le 5 juillet 1875 à La Chapelle-des-Pots (Charente-Inférieure) et mort le 13 décembre 1952 à Rochefort (Charente-Maritime), est un homme politique français.

## Biographie
Commis d'intendance de la Marine, puis ingénieur mécanicien, il est conseiller municipal de Rochefort-sur-Mer, conseiller général et député de Charente-Maritime de 1914 à 1919 et de 1924 à 1936, inscrit au groupe socialiste. Il est le père de Richard Pouzet, haut fonctionnaire et résistant.

## Sources
- « Édouard Pouzet », dans le Dictionnaire des parlementaires français (1889-1940), sous la direction de Jean Jolly, PUF, 1960 [détail de l’édition]